# Salamina (isola)
Salamina (in greco Σαλαμίνα?, Salamína; in greco antico: Σαλαμίς?, Salamís), conosciuta anche come Koulouris o Koulouri (in greco Κούλουρη?), è un'isola della Grecia, nel Mare Egeo. Dal punto di vista amministrativo è un comune nella periferia dell'Attica (unità periferica delle Isole).

## Geografia fisica
Con i suoi 95 km², e 104 km di coste, è la più estesa delle isole del golfo Argosaronico e, tra queste, la più vicina all'Attica, dalla quale è separata da circa 2 km di mare.
Conta una popolazione di 38022 abitanti al censimento 2001 
distribuita su due località. La più antica e popolosa (circa 24000 abitanti) è Salamina, istituita nel 1835 e capoluogo dell'isola. Più recente è invece Ampelakia, istituita nel 1998.
Le comunicazioni tra l'isola e la terraferma avvengono dal Pireo, soprattutto da Perama, con frequenti collegamenti che raggiungono il porto di Paloukia.
Il territorio dell'isola è pianeggiante, con piccoli rilievi montuosi, il più alto dei quali, Mavrovuni, nella parte meridionale dell'isola, raggiunge i 365 m.
Sull'isola sono presenti numerose spiagge adatte alla balneazione: Resti, Iliakti, Aianteio, Perani, Kiriza, Maroudi, Peristeria, Kolones, Satirli, Piriakoni, Kanakiani.

## Mito
Secondo una tradizione il nome deriverebbe dalla radice semitica sh-l-m, menzionata anche in Omero. Il nome, con il noto significato di pace oppure calma, avrebbe designato un antico emporio fondatovi dai Fenici. 
Secondo un'altra tradizione mitologica l'isola prese il nome dalla ninfa Salamina che in quel luogo si unì a Poseidone in un'unione che generò, Cicreo, primo re dell'isola. 
A Cicreo viene attribuita un'apparizione divinatoria, in forma di serpente, ad aiutare i greci e a preannunciare l'imminente vittoria.
Alcune fonti vorrebbero l'isola patria di Aiace, figlio di Telamone e importante protagonista, con il suo re, della guerra di Troia.

## Storia
Nel VII secolo a.C. Salamina era occupata dalla città di Megara, che da quella posizione intralciava i traffici marittimi ateniesi; era una questione talmente scottante per Atene che, secondo la tradizione, il solo parlarne esponeva addirittura al rischio della pena di morte. Dopo una guerra combattuta tra Megara e Atene per il possesso dell'isola, grazie a soprattutto a Solone e Pisistrato, essa divenne territorio ateniese, insieme al porto saronico di Nisea, sottraendoli entrambi al dominio di Megara.
Nello stretto canale che separa l'isola dal continente, le triremi greche, sotto il comando effettivo di Temistocle, sconfissero la flotta persiana di Serse nella battaglia di Salamina (480 a.C.), la più grande battaglia navale dell'antichità, cruciale per i destini politici dell'area mediterranea.
L'isola, nei giorni che precedettero immediatamente la battaglia, diede ospitalità a un notevolissimo numero di profughi ateniesi, sfollati dalla loro città per sfuggire all'invasione persiana dopo la battaglia delle Termopili.

## Punti di interesse
- Museo archeologico - Salamina
- Monastero della Faneromeni (XVIII secolo)
- Monastero di Haghios Nikolaos (XVIII secolo)

## Curiosità
A dispetto di una delle etimologie, il toponimo Salamina è variamente collegato a operazioni di guerra. Oltre che alla celeberrima battaglia navale del 480 a.C., il termine Salamina è associato alla meno importante, ma anch'essa gloriosa, battaglia navale di Salamina in Cipro, nella quale gli ateniesi sconfissero le navi fenicie nelle acque di Salamina cipride nel 450 a.C., nel corso della ripresa delle operazioni belliche contro i Persiani voluta da Pericle.